# 長沼町営バス

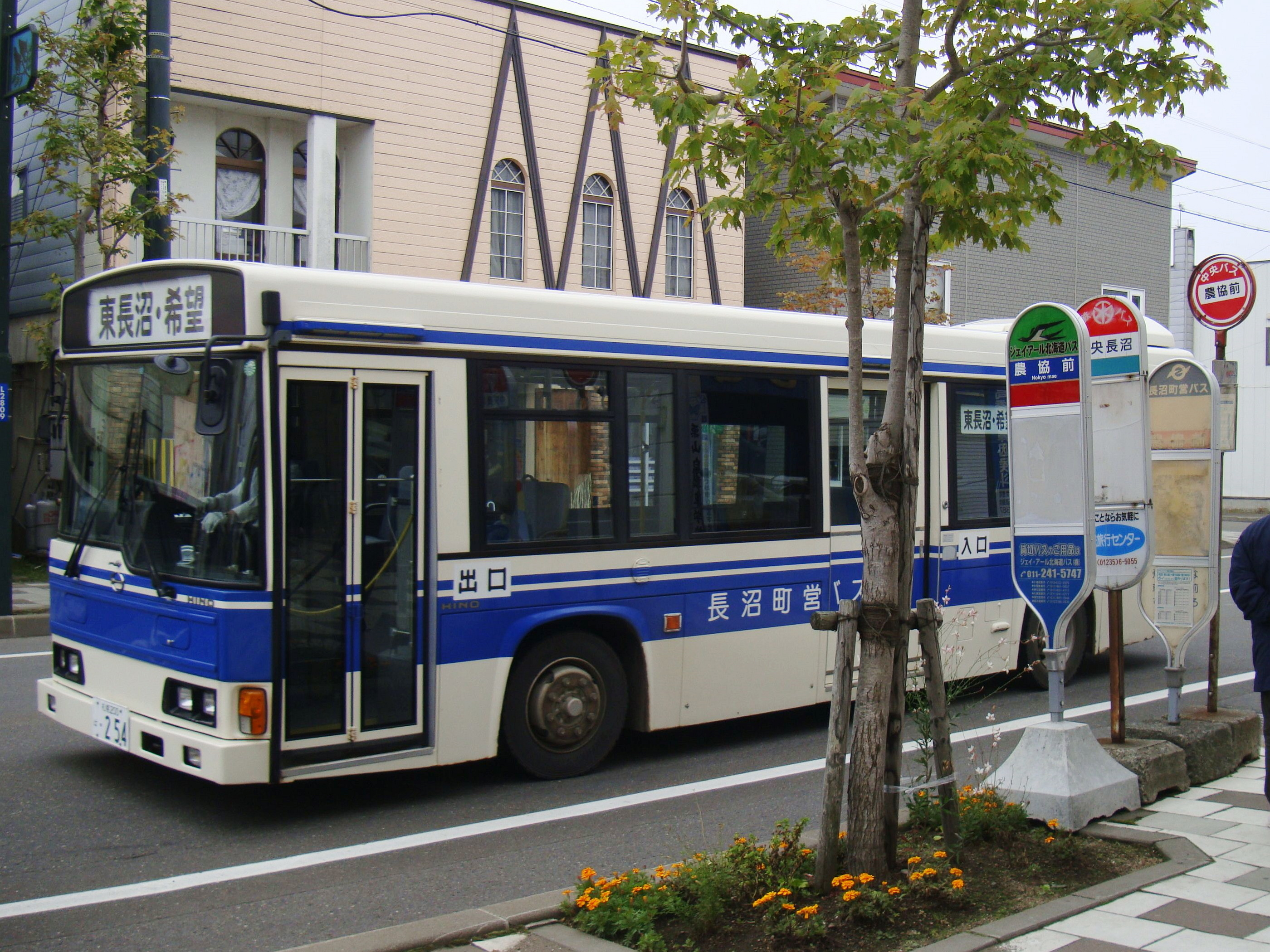
長沼町営バス（農協前停留所にて）

長沼町営バス（ながぬまちょうえいバス）とは、北海道夕張郡長沼町が運行する自治体バスである。
路線の大部分は長沼町内であるが、隣接する栗山町・南幌町への乗り入れ路線も存在する。スクールバス的に運行される路線、北海道中央バスの廃止代替路線、国鉄バス/ジェイ・アール北海道バスの廃止代替路線が存在する。
本項では、長沼町が中央南1丁目に設置する長沼ふれあいターミナル（ながぬまふれあいターミナル）についても説明する。

## 路線
参照：長沼町例規類集「長沼町営バス運行条例」「長沼町営バス運行条例施行規則」
- 全区間200円の均一運賃。小学生以下および65歳以上は半額、小中学生の通学利用は無料。
- 「りふれ」は長沼町総合保健福祉センターの愛称である。
- 元日は全便運休する。

### 一般運行路線
北長沼水郷公園線
りふれ→長沼ふれあいターミナル→西4線→北長沼水郷公園→北長沼小学校→（北長沼循環）→北長沼小学校→北長沼水郷公園→西4線→長沼ふれあいターミナル→りふれ
- 運行本数：1日2本（学校休校日は全便運休）

南長沼循環線
りふれ→長沼ふれあいターミナル→長沼高校前→南長沼→南長沼小学校→（南長沼循環）→南長沼小学校→南長沼→長沼高校前→長沼ふれあいターミナル→りふれ
- 運行本数：1日2本（学校休校日は全便運休）

### デマンドバス路線

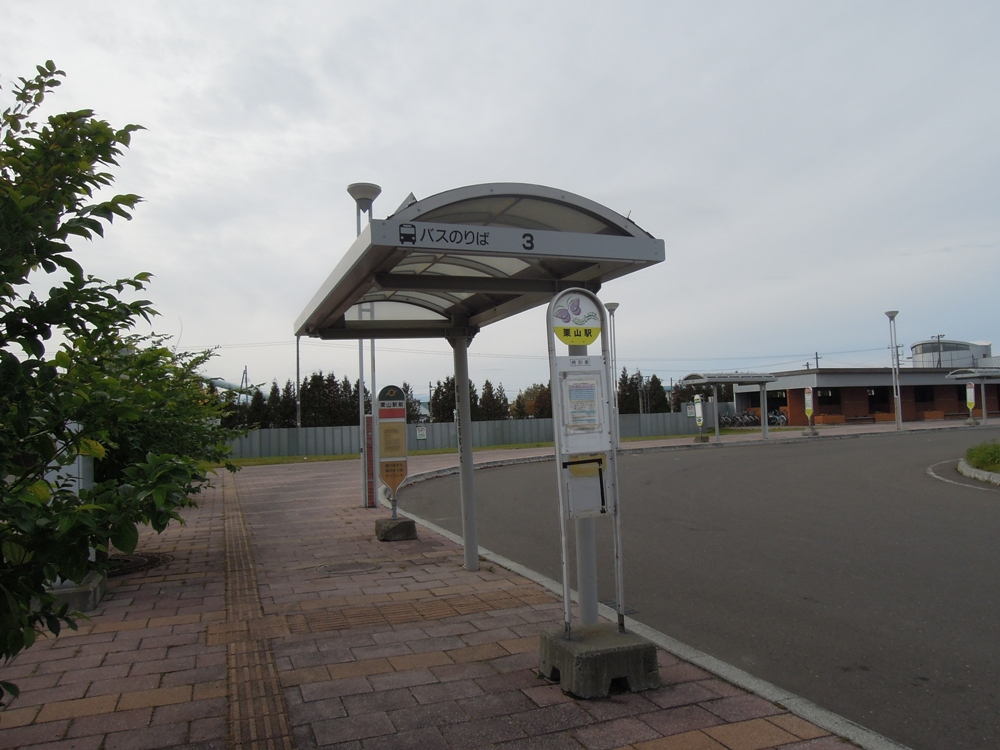
栗山駅バス停（奥：長沼町営バス、手前：栗山町営バス） 2013年10月

以下の路線はデマンドバスとして運行されており、一定の範囲内であれば事前予約をすることによって、乗客の乗車・降車希望地までバスが経由する。また予約がない場合は運休する。運行経路については基本となる経路（デマンドバス化以前のもの）を示す。
千歳橋線、長沼幌内・西6線
りふれ - 長沼ふれあいターミナル - 西南 - 千歳橋（折り返し） - 西南 - 南長沼 - マオイの丘公園 - 幌内（折り返し） - マオイの丘公園 - 南長沼 - 長沼ふれあいターミナル - りふれ（折り返し） - 長沼ふれあいターミナル - 西6線 - 29区会館前（折り返し） - 西6線 - 長沼ふれあいターミナル - りふれ
- 運行本数：1日4本（日祝日は2本）
  - デマンドバス化以前は、千歳橋線が1日2本（毎日運行）、長沼幌内・西6線が1日2本（日祝日は全便運休）の設定であった。

- 2010年9月1日から11月30日までデマンドバスとして運行され、その後2011年4月1日から1年間デマンドバスとして運行、2012年の条例改正により4月1日より条例上もデマンドバスとしての扱いになった。
- 2020年 - 2021年中（時期不詳）より、隣接する南幌町の南幌ビューローへの乗り入れを開始した。ただし南幌町内では自由乗降はできず、南幌ビューローでのみ乗り降りが可能。
- デマンドバス化以前は、「千歳橋線」（上記全区間）と「長沼幌内・西6線」（千歳橋に乗り入れず、「長沼ふれあいターミナル - 西南 - 南長沼」を直行）の2系統が存在したが、デマンドバスにおいては統合されている。
- 「千歳橋」は国道274号が千歳川を渡る橋で、長沼町と北広島市との境界である。
- 北海道中央バスからの移管路線で、北海道中央バス運行当時は「札栗線・広栗線」（札幌ターミナル～広島市街～千歳橋～長沼ターミナル～栗山ターミナル）「長沼幌内線」（長沼ターミナル～幌内）「長南線・長沼西6線」（長沼ターミナル～西6線・南幌）の系統に分かれて運行されていた。

長沼・栗山線
（旧・西1線経由）りふれ - 長沼ふれあいターミナル - 7区 - 北長沼 - 北14号 - 中央農試 - 栗山駅
（旧・東2線経由）りふれ - 長沼ふれあいターミナル - 長沼寺 - 北長沼水郷公園 - 北14号 - 発祥公園 - 栗山駅
- 運行本数：1日5往復（日祝日は3往復）
  - デマンドバス化以前は、両系統とも1日各4往復（日祝日は各2往復）の設定であった。ただし朝の東2線経由長沼行き1本は、栗山駅→北14号を西1線経由便と同経路で運行された。

- 2010年6月1日から2011年3月31日まで試験的にデマンドバスとして運行され、その後2011年度にも2012年3月31日までデマンドバスとして運行することとなり。、2012年の条例改正により4月1日より条例上もデマンドバスとしての扱いになった。
- デマンドバス化以前は「西1線経由」「東2線経由」の2系統が存在したが、デマンドバスでは旧路線の運行エリア内どちらでも利用可能となり、この2路線の区別は廃止された。
- 北海道中央バス（長栗線）からの移管路線。また同区間には、上述の札栗線も並行していた。

南長都線
りふれ - 長沼ふれあいターミナル - 長沼高校前 - 南長沼 - 東舞鶴 - 大学橋 - 南長都（折り返し） - 大学橋 - 舞鶴学校前 - 南長沼 - 長沼高校前 - 長沼ふれあいターミナル - りふれ
- 運行本数：1日4本（日祝日は2本）
- 2012年の条例改正により、4月1日よりデマンドバスとして運行されている。
- ジェイ・アール北海道バスからの移管路線（2003年3月1日移管）。国鉄バス時代には恵庭市まで乗り入れる便も存在した（長恵線）。

東長沼線
りふれ - 長沼ふれあいターミナル - 新光 - 西南 - 希望 - 南長沼 - マオイの丘公園 - ハイジ牧場 - 長沼分屯基地 - ながぬま温泉 - 長沼ふれあいターミナル - りふれ
- 運行本数：1日4本（日祝日は2本）
- もとは「東長沼・希望線」として経路を定めて運行されていた。
- 2021年10月1日より「東長沼線」の名称でデマンドバスとして運行されている。
- 長沼ふれあいターミナル～希望、長沼ふれあいターミナル～ハイジ牧場・開拓通間は国鉄バス時代に移管された路線。

## 長沼ふれあいターミナル
長沼ふれあいターミナルは、町中心部の長沼町中央南1丁目（国道337号沿い）に所在するバスターミナルである。待合室や発券窓口、会議室が設置されている。
北海道中央バス長沼営業所として設置された施設で、後に長沼ターミナルとなり、1991年（平成3年）7月12日に廃止され、長沼町へ無償譲渡された。
長沼町営バス各路線と、北海道中央バス長岩線（長沼ターミナル - 由仁駅前 - 栗山駅 - 岩見沢ターミナル）が乗り入れる。ジェイ・アール北海道バス長沼線はターミナル前を通るがターミナル内には乗り入れない。また2023年9月30日まで運行していた夕張鉄道（夕鉄バス）札幌急行線もターミナル前を通っていたものの乗り入れてはいなかった。